# Carabus cancellatus
Espèce
Carabus cancellatus est une espèce d'insectes coléoptères de la famille des Carabidae.
C'est un carabe terrestre, prédateur, long de 17 à 32 mm, commun en Europe centrale et du Nord ainsi qu'en Sibérie. Il a été introduit en Amérique du Nord.

## Liste des sous-espèces
En Europe, plusieurs sous-espèces sont distinguées par les spécialistes :
- Carabus (Tachypus) cancellatus alessiensis Apfelbeck, 1901
- Carabus (Tachypus) cancellatus cancellatus Illiger, 1798
- Carabus (Tachypus) cancellatus carinatus Charpentier, 1825
- Carabus (Tachypus) cancellatus corpulentus Kraatz, 1880
- Carabus (Tachypus) cancellatus emarginatus Duftschmid, 1812
- Carabus (Tachypus) cancellatus excisus Dejean, 1826
- Carabus (Tachypus) cancellatus graniger Palliardi, 1825
- Carabus (Tachypus) cancellatus intermedius Dejean, 1826
- Carabus (Tachypus) cancellatus tibiscinus Csiki, 1905

## Mode de vie
Les prédateurs actifs de jour et de nuit se nourrissent d'insectes, d'escargots, de vers de terre et de charognes et sont d'importants agents de lutte biologique contre les ravageurs. Ils font partie des coléoptères du sol les plus rapides et peuvent parcourir un mètre en six secondes environ. Si les animaux sont dérangés, ils peuvent injecter du suc gastrique jusqu'à 25 centimètres. Les femelles pondent environ 45 œufs à partir desquels éclosent les larves, qui ont un mode de vie similaire à celui des adultes. Ils se nymphosent la même année, de sorte que les adultes éclosent à l'automne. Celles-ci hibernent à partir d'octobre sous écorce ou entre touffes d'herbe, sont parfois sociables et réapparaissent en avril de l'année suivante. Puis ils vivent jusqu'en août.

## Protection
Rare dans la région, il fait partie des invertébrés strictement protégés en Wallonie (Belgique).

## Galerie

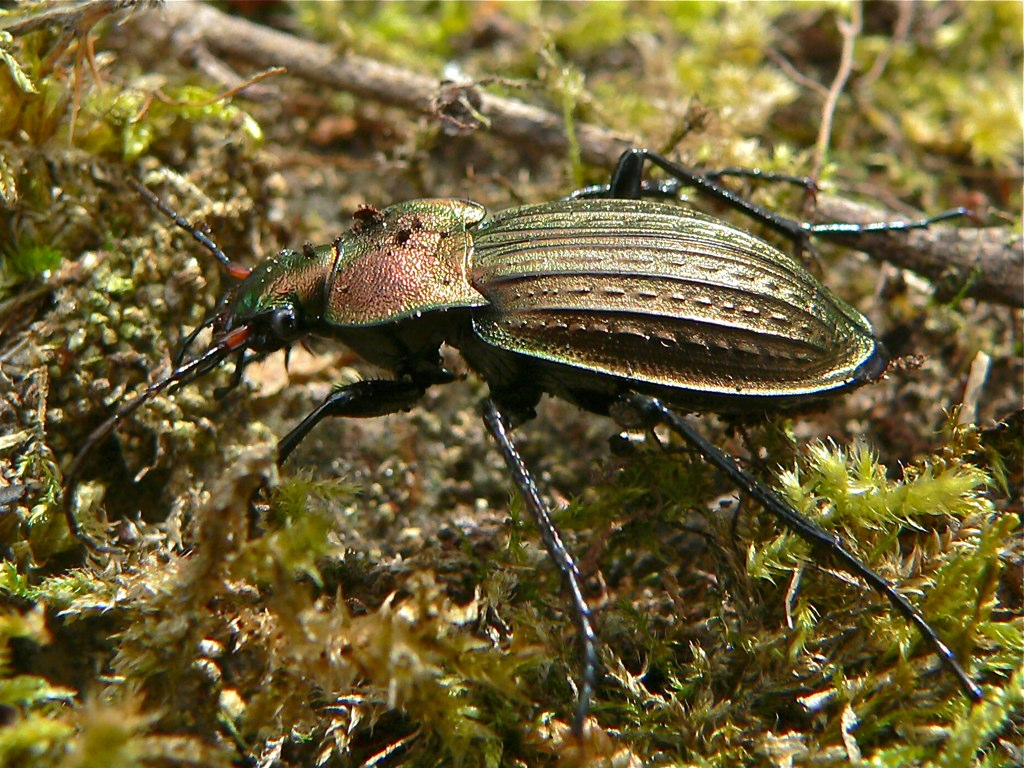
Carabus cancellatus (Aude, France)
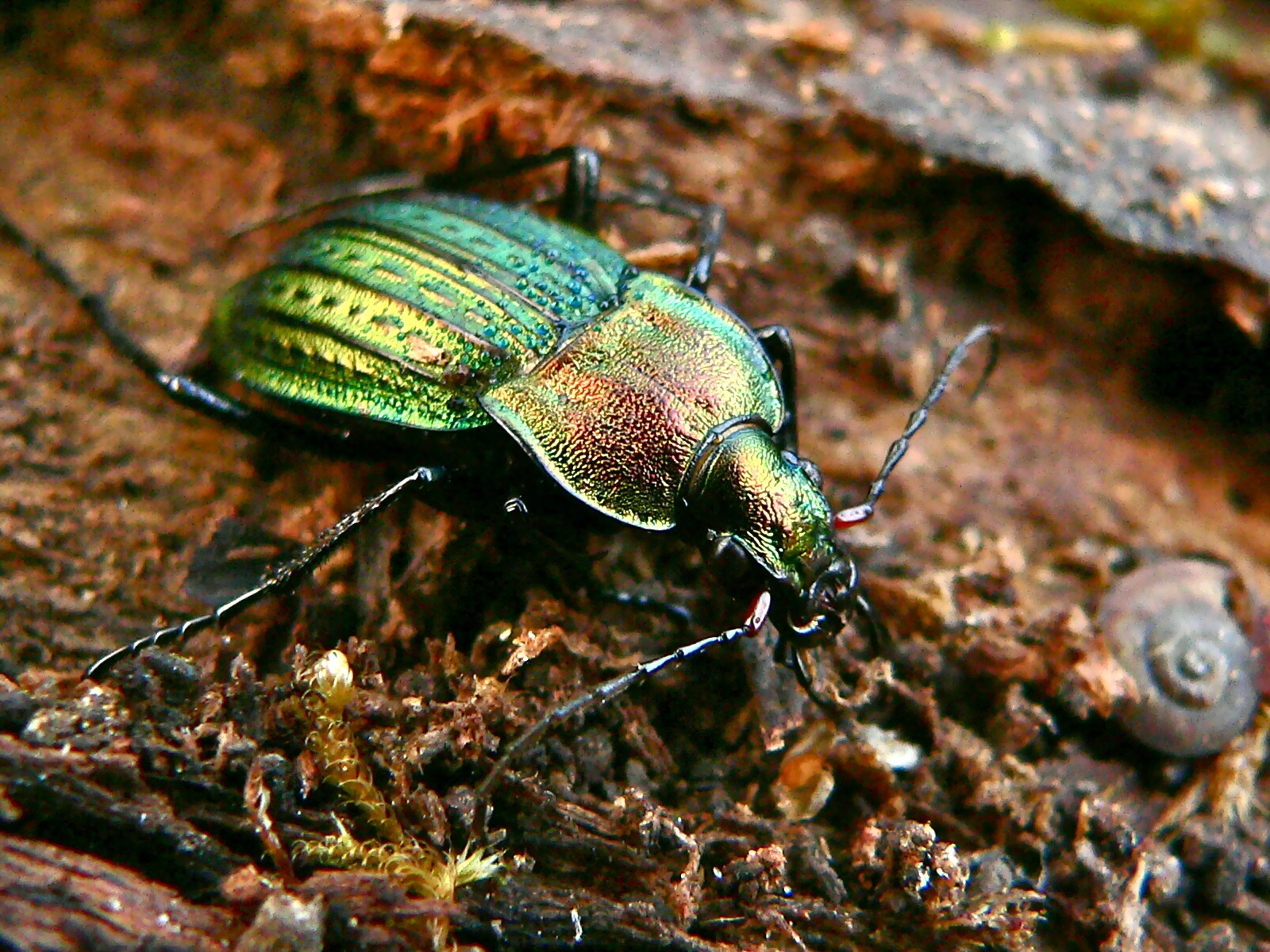
Carabus cancellatus (Aude, France)